# Marie Goldsmith
Pour les articles homonymes, voir Goldsmith.
Maria Isidorovna Goldsmith ou Marie Goldsmith, née le 7 juillet 1871 à Saint-Pétersbourg, en  Russie, et morte par suicide le 11 janvier 1933 à Paris, dans le 14e arrondissement, est une biologiste, préparatrice au laboratoire de zoologie de la Sorbonne, et militante anarchiste. Secrétaire de L'Année biologique de 1902 à 1919, elle collabore à la presse libertaire sous les pseudonymes de Maria Korn ou Maria Corn ou Maria Isidine.
Lors de la Première Guerre mondiale, elle apporte son soutien au Manifeste des Seize rassemblant les libertaires partisans de l'Union sacrée face à l'Allemagne.

## Biographie
À la mort de son père, éditeur du journal positiviste Znanie à Saint Petersbourg et déporté à Pinega en Sibérie, elle s'installe à Paris avec sa mère, disciple du socialiste révolutionnaire, Piotr Lavrov.
Étudiante en science, elle adhère, en juin 1892, au groupe des Étudiants socialistes révolutionnaires internationalistes (ESRI), association fondée en décembre 1891.
Sous le nom de Maria Corn et munie d’un mandat de la Bourse du travail d’Issy-les-Moulineaux, elle est membre de la fraction antiparlementaire de la délégation française au congrès socialiste international tenu à Londres en 1896.
Elle participe activement, à partir de 1898, à la rédaction des brochures publiées par les ESRI, dont Le Tolstoïsme et l’anarchisme.
Elle participe, en 1903, à la fondation de la revue Khleb i Volia publiée par le groupe communiste libertaire russe de Genève. Elle y défend une ligne anarcho-syndicaliste.
En 1905 c’est dans son appartement que se réunit le groupe communiste libertaire russe de Paris qui compte alors une cinquantaine de militants.
En septembre 1905, elle participe à des discussions sur le syndicalisme avec Kropotkine dont elle traduit en français L’Éthique.
Elle collabore aux journaux anarchistes russes Burevestnik (Paris, 1906) et Golos Truda (New York, 1911).
Elle poursuit des études de biologie et de psychologie à la Sorbonne.
En 1914, elle est l’une des oratrices avec Sébastien Faure et Georges Yvetot à la célébration du centenaire de Bakounine.
Nommée docteur ès sciences en 1915, mais non naturalisée, elle est de 1902 à 1919, secrétaire de L’Année biologique fondée par Yves Delage.
Anarchiste kropotkinienne, elle collabore sous les pseudonymes Maria Korn, Isidine, Corn, à la presse libertaire dont La Libre Fédération (Lausanne, 1915-1919), Les Temps Nouveaux (Paris, 1919-1921) et à la revue Plus Loin (Paris, 1925-1939).
Elle se suicida deux jours après la mort de sa mère survenue le 9 janvier 1933 avec laquelle elle vivait, 2 rue Marie Rose à Paris.

### Le Manifeste des Seize
C’est dans cette revue qu'elle fait paraître, en novembre 1928 sous le pseudonyme Isidine, un article où elle prend position en faveur des partisans de l’union sacrée ralliés au « Manifeste des Seize », en donnant finalement raison à ces derniers : « Oui, il y a incontestablement une contradiction dans l'attitude des anarchistes qui, dans la Grande Guerre, se sont rangés du côté d'un des adversaires. Il ne faut pas fermer les yeux là-dessus. On ne peut nier que la participation à une guerre ne soit une violation des principes pacifistes et antimilitaristes, que le fait d'entrer dans une armée et de se soumettre à la discipline ne soit une importante concession. Mais ce manque de logique n'est-il pas inhérent à la vie elle-même? [...] Si la participation à la guerre viole les principes pacifistes et antimilitaristes, la non-résistance aux armées d'invasion constitue une violation au moins aussi grande du principe primordial de la résistance à l'oppression, un abandon au moins aussi grand de l'esprit de révolte [...] Des deux principes en conflit, quel est le plus général, le plus profond, le plus précieux le principe pacifiste et antimilitariste ou le principe de la résistance à l'oppression ? Incontestablement ce dernier. L'antimilitarisme n'est qu'une forme particulière de l'opposition à l'État, comme la guerre n'est qu'une manifestation particulière de l'organisation capitaliste et hiérarchique de la société. Au contraire, l'idée de la résistance, de la lutte contre un pouvoir fort, de la défense des droits et des libertés de chaque groupement social, de la lutte contre la réaction sous toutes ses formes, est l'idée fondamentale de l'anarchisme. »
Lors de l’insurrection de Kronstadt, elle soutient les insurgés : « Ce n’est nullement une contre-révolution, mais un changement qui permettra à la révolution russe d’aller de l’avant, vers une vraie égalité et une vraie administration du peuple par lui-même. Ils ont pris la défense des soviets… contre un gouvernement qui les a, de fait, supprimés en leur substituant une dictature de fonctionnaires ».

### Syndicaliste révolutionnaire
Elle collabore au bulletin de la CGT-SR, La Voix du travail dont le rédacteur principal est Pierre Besnard.
Elle fait partie avec Piotr Archinov, Nestor Makhno et Ida Mett, de la rédaction de Dielo Trouda (Paris, 1925-1930), organe des groupes anarchistes russes et polonais de Paris. En 1928, elle est la secrétaire de Nestor Makhno, réfugié en France.
Lors des débats à propos du projet de la « Plate-forme organisationnelle de l’union générale des anarchistes », également appelé Plate-forme d'Archinov, elle se prononce contre cette nouvelle forme d’organisation dans un texte Organisation et parti publié dans Plus Loin en mars-avril 1928, qui lui vaut une réponse vive de Piotr Archinov.

## Commentaires
- Selon Max Nettlau, dans une lettre adressée à Federica Montseny le 16 janvier 1933 : « Sa mère vint à Paris, où Marie étudia les sciences ; elle fut docteur en sciences naturelles et se spécialisa dans la psychologie des animaux. Elle fut longtemps secrétaire de L’Année biologique du professeur Yves Delage. Elle traduisit L’Éthique de Kropotkine. Elle était très liée avec Piotr Lavrov et dans les années 1890 avec Kropotkine. Enfin elle fit partie du groupe des Étudiants socialistes Révolutionnaires Internationalistes de Paris [...], du groupe des Temps Nouveaux, de Plus Loin et du groupe russe de Kropotkine. Elle fut la plus fidèle et orthodoxe dans les idées kropotkiniennes. Enfin, chez elle et sa mère, durant 40 ans, tous venaient : tous les Russes, Victor Dave, James Guillaume. »[6]
- Selon l'historienne Josquin Debaz : « Marie Goldsmith hérite de son père, éditeur radical, le goût de la politique et de sa mère, formée en médecine et science, celui des études. Élève puis collaboratrice d'Yves Delage à la Sorbonne, secrétaire de l'Année biologique, elle co-publie deux ouvrages sur l'Évolution. Anarchiste proche de Kropotkine, elle établit un pont épistémique entre convictions politiques et théories scientifiques : elle alimente les premières d'une approche empirique et les secondes d'une vision réflexive sur leurs relations à la morale. »[7]

## Œuvres
- Les Théories de l'évolution, avec Yves Delage, Paris, Flammarion, Bibliothèque de philosophie scientifique, 1909[8] et 1916[9].
- La parthénogénèse naturelle et expérimentale, avec Yves Delage,  Flammarion, Bibliothèque de philosophie scientifique, 1913[10].
- Réactions physiologiques et psychiques des poissons, thèse de doctorat, Université de Paris (1896-1968), Faculté des sciences, Institut général psychologique, 1915[11].
- La psychologie comparée, Paris, A. Costes, 1927[12].
- Revoliutsionny sindikalizm i Anarkhizm, Petersbourg-Moscou, Golos Truda, 1920, (sous le pseudonyme de Maria Korn).

### Traductions
- Pierre Lavroff, Lettres historiques, 1903[13], Adamant Media Corporation, 2001,  (ISBN 978-0-543-75197-3).
- Pierre Kropotkine, L’Éthique, introduction de Marie Goldsmith, Stock, 1927[14].

### Sous le pseudonyme de Maria Isidine
- Le syndicalisme révolutionnaire et les Partis socialistes en Russie, Les Temps Nouveaux, 6 juillet 1907, texte intégral.
- Organisation and Party, Plus loin, n°36, mars 1928, n°37, avril 1928, texte intégral en anglais.
- La vérité sur Kronstadt, in Les Anarchistes russes, les soviets et la révolution russe de 1917, Paris, Éditions de Paris, 2000, notice.
- Articles en ligne sur La presse anarchiste.

## Notices
- Data.bnf : notice.
- Dictionnaire des anarchistes, « Le Maitron » : notice biographique.
- Dictionnaire biographique, mouvement ouvrier, mouvement social, « Le Maitron » : notice biographique.
- Dictionnaire international des militants anarchistes : notice biographique.
- Max Nettlau : notice biographique.
- Centre International de Recherches sur l'Anarchisme (Lausanne) : notice bibliographique.
- René Bianco, 100 ans de presse anarchiste : notice.